# 穆孔暉
穆孔暉（1479年—1538年），字伯潛，号玄菴，山東堂邑縣人，明朝心學家、理學家，政治人物，弘治甲子解元，乙丑聯捷進士，官至太常寺卿。

## 生平
弘治十七年（1504年）甲子科山東鄉試第一名（解元）。弘治十八年（1505年）聯捷乙丑科進士。選翰林院庶吉士，任翰林院检讨，为刘瑾所恶，调南京礼部主事。
刘瑾败，穆孔暉复官。正德七年（1512年）七月升南京国子监司业，丁憂歸，服闋，十一年十月改北国子监司業，十五年五月改翰林院侍讲，嘉靖元年（1522年）八月与温仁和主考順天府鄉試，四年六月以武宗实录成，升左春坊左庶子兼翰林院侍講學士，九年七月掌翰林院事，十年三月因失误经筵日讲，调为南京尚寶司卿，七月升南京太僕寺少卿，十二年二月升南京太常寺卿，十三年七月致仕。嘉靖十八年（1539年）八月卒，年六十一。赠礼部右侍郎，谥文简。

## 著作
著有《讀易祿》、《尚書困學》、《大學千慮》、《玄庵晚稿》、《前漢通紀》、《讀史通編》等。

## 登科錄
曾祖穆弘，訓導；祖穆彪、父穆清；母任氏；繼母黃氏。重慶下，妻張氏，弟孔曜、孔時、孔照、孔暘、孔暄、孔矚。